# تغنيت عليا
تغنيت عليا (بالفارسية: تغنیت علیا) هي قرية تقع في أذربيجان الغربية في إيران. يقدر عدد سكانها بـ 114 نسمة بحسب إحصاء 2016.